# SŽD-Baureihe 2ТЭ121
Die Lokomotiven der SŽD-Baureihe 2ТЭ121 (deutsche Transkription 2TE 121) der Sowjetischen Eisenbahnen (SŽD) sind breitspurige Diesellokomotiven mit dieselelektrischer Kraftübertragung vorrangig für den Güterzugdienst. Sie wurden als Weiterentwicklung speziell der 2ТЭ116 mit noch größerer Leistung gebaut und waren die ersten Lokomotiven der Serienlieferung, die mit einer Motorleistung von 4.000 PS ausgerüstet waren. Gleichzeitig kann sie als die letzte Großdiesellokomotive der SŽD angesehen werden, die in einer größeren Stückzahl gefertigt wurde.

## Geschichte
Die Richtung in der Entwicklung von Diesellokomotiven bei den SŽD der ehemaligen Sowjetunion ging in den 1970er Jahren zu der Entwicklung von Zweisektionslokomotiven mit 4-Takt-Dieselmotor und einer Leistung von 2 × 4.000 PS. Schon in den 1960er Jahren entstanden  Einsektions-Diesellokomotiven mit einer Leistung von 4.000 PS, die allerdings über den Versuchsstatus nicht hinauskamen. Die bekannteste Variante ist die 1961 gebaute dieselhydraulische Lokomotive der Reihe ТГ106.
Nachdem sich die SŽD-Baureihe 2ТЭ116 mit 2 × 3.000 PS Leistung im Betrieb bewährt hatte, wagte die Lokomotivfabrik Luhansk die Entwicklung einer Reihe von weiteren Lokomotiven mit einer Leistung von 4.000 PS pro Sektion. In Mitteleuropa sind die bekanntesten Vertreter dieser Gruppe die DR-Baureihe 142, die auf der Grundlage der SŽD-Baureihe ТЭ109 entstanden. Als Zweisektionsvarante entstand die 2ТЭ121 um 1978 mit 2 × 4.000 PS Leistung.
Die Eckdaten für die Projektierung der neuen Lokomotive entstand durch die Vorgaben der staatlichen Eisenbahnen, vertreten von Organisationen wie dem WNITI, die vorgaben, die neu zu entwickelnden Diesellokomotiven mit einem Achsdruck von 27 t bis 30 t zu entwickeln. Das war im Zusammenhang mit der geplanten Umstellung der Eisenbahnwege auf die Schienenprofile P 65 bzw. P 75 zu sehen. Da aber diese Umstellung nicht in geplantem Umfang vollzogen werden konnte, wurde für die ersten Versuchsmuster ein Achsdruck von 27 t und die darauffolgenden Serienmaschinen einer von 25 t empfohlen. Gleichfalls wurde der Raddurchmesser 1.250 mm anerkannt. Diese Vorgaben wurden in der Standardreihe GOST 22602-77 festgelegt, auf deren Grundlage die neue Lokomotive entwickelt wurde. 1978 erschien das erste Muster 2ТЭ121-001 bei der Lokomotivfabrik Luhansk.
Die produzierte Diesellok 2ТЭ121-001 hatte einen Achsdruck von 26,8 t und entsprach somit den Forderungen des ersten Versuchsmusters. Sie wurde im selben Jahr zur Betriebserprobung der Sewero-Kawkasskaja schelesnaja doroga überstellt, wo sie im Abschnitt Maikop – Белореченская mit dem Hersteller und dem WNITI zusammen der Betriebserprobung unterzogen wurde. Über die Resultate der Versuche wurde eine Reihe von Änderungen an die Konstruktion weitergegeben. Nachdem besonders das Fahrgestell überarbeitet wurde, erschien in der Periode bis 1983 die Versuchsserie mit den Inventarnummern 002–004, welche ebenfalls vielseitig erprobt wurden. Die Länge der Aufbauten wurden um einen ganzen Meter verkürzt,  der Achsdruck konnte auf 25 t verringert werden, und es gab Änderungen in der Antriebsanlage, der Konstruktion der Drehgestelle und der Hilfssysteme. Die Resultate der Umkonstruktion ermöglichte einen späteren Einsatz der Lokomotiven auch auf Schienen der Profilgröße P 50.
In der Mitte der 1980er Jahre wurden weitere zehn Lokomotiven ab der Inventarnummer 005 ausgeliefert, die als erste Serienlokomotiven angesehen werden können und für das Depot Petschora der Sewernaja schelesnaja doroga übergeben wurden. Im Betrieb zeigten sich mit den Lokomotiven einige Vorteile; so konnte der Kraftstoffverbrauch gegenüber der 2ТЭ10В um 8 %–10 % gesenkt werden, durch den Einsatz der Lokomotiven konnten die Zuglasten erhöht und Verspätungen aufgeholt werden, der Komfort des Lokführers konnte im Vergleich zu den anderen Lokomotiven deutlich verbessert werden, und es ergab sich eine bedeutende Verringerung des Verschleißes der Kraftübertragungsanlage gegenüber den anderen Lokomotivkonstruktionen. Mehr noch, mit ihrer Gesamtleistung war die Lokomotive auch eine Alternative zu den Dreisektionsdiesellokomotiven. Die alleinige Maschine ist in der Lage, aus einer Geschwindigkeit von 100 km/h bei Betätigung der direkt wirkenden Bremse in 800 m bis zum Stillstand abzubremsen, bei Betätigung der indirekt wirkenden Druckluftbremse benötigt sie dafür 1000 m. Die Lokomotive verlangte aber auch eine erhöhte Disziplin bei der Beachtung der Technologie in der Fertigung sowie der Instandhaltung, und es gab auch einige Ungenauigkeiten der Herstellerwerke, insbesondere bei der Fertigung von Gummielementen. Insgesamt wurden bis 1992 76 Zweisektionslokomotiven hergestellt, wobei es zu nicht wesentlichen Konstruktionsänderungen kam.
Die Lokomotiven sind eingesetzt in Russland und der Ukraine und werden dort im schweren Güterzugsdienst verwendet. Im Zusammenhang mit der Krise der ehemaligen Sowjetunion kam es zur Produktionseinstellung der Lokomotive. Seitens des Lokomotivpersonals sind sie durch den Komfort des Lokführerplatzes und die ruhige Lage im Gleis, selbst bei schlechten Schienenverhältnissen, sehr beliebt. Die Konstruktion ihres Antriebes wurde auch bei der neu entwickelten Elektrolokomotive der Reihe ЭП1 mit verwendet.

## Konstruktion der Serienmaschinen
Die Diesellokomotive der Reihe 2ТЭ121 ist eine Güterzugdiesellok mit elektrischer Kraftübertragung nach dem System Wechselstrom Generator – Gleichstrom Fahrmotoren. Sie besitzt eine Gesamtleistung von 5.888 kW (8.000 PS) in den beiden Sektionen. Sie ist vorgesehen für den Betrieb auf Eisenbahnen mit verstärktem schweren Oberbau. Die Konstruktion der Diesellok und ihre Kühleinrichtung ermöglichen einen Einsatz der Lokomotive in dem Bereich von −50 °C bis + 40 °C. Die Lokomotive besteht aus zwei Sektionen mit je einer Kabine, die über eine SA-3 (Mittelpufferkupplung) automatisch gekuppelt sind. Es besteht die Möglichkeit, die Sektionen auch als einzelne Lokomotive zu verwenden.
Die Aufbauten der Lokomotive sind selbsttragend und bestehen aus niedriglegierten Stahl. Einige Blöcke des Daches sind aus Aluminium und zur besseren Montage und Demontage von Baugruppen abnehmbar gestaltet. Der Kraftstofftank ist in der Mitte angeordnet und kann nach unten abgenommen werden. Wie bei den Lokomotiven aus Lugansk üblich, ist zwischen dem Maschinenraum und dem Lokführerraum ein Zwischenraum zum Schall- und Vibrationsschutz angeordnet, der gleichzeitig als Einstiegsraum dient. Der geräumige Führerstand besitzt eine Klimaanlage, Elektroanschluss, Kühlung sowie Heizung für die kalte Jahreszeit, Armlehnen an den seitlichen Fenstern und Scheibenwaschanlagen an den vorderen Scheiben. Insgesamt gesehen galt er zur Bauzeit als der größte und bequemste Führerstand von den Lokomotiven der SŽD. Obwohl das Äußere mehr auf Zweckmäßigkeit ausgerichtet war, gilt doch die Lokomotive auch designerisch als gut gelungen. Unter dem Lokführerraum ist der mächtige Prallschutz angeordnet, der die Fahrerkabine schützt, außerdem dienen die Hohlräume von ihm als Bunker für die Besandungsanlage der Lokomotive.
Im Antriebsraum ist die Krafteinrichtung, bestehend aus dem 16-Zylinder-Viertaktdieselmotor 2W-9DG und dem Traktionsgenerator A-1714. Der Dieselmotor zählt ebenso wie der von der SŽD-Baureihe ТЭ109 bekannte 5D49 als Quadrathuber und hat ebenso wie dieser 26 cm Kolbendurchmesser und -hub. Außerdem sind noch Ventilatoren für die Luftversorgung, Luftverdichter für die Brems- und Pneumatikanlage, Luftreiniger für die Ansaugluft des Dieselmotors, elektrische Maschinen und andere Einrichtungen vorhanden.
Die Traktionsmotoren vom Typ ED126AUXL1 sind mit den Antriebsrädern als Hohlwellen-Antrieb verwendet und stellen den Antrieb mit den Antriebsrädern mit Hilfe von Gummielementen sicher. Die Achslagerführung ist gegenüber der SŽD-Baureihe ТЭ109 erneut umgestaltet worden. Obwohl wieder Lemniskatenlenker verwendet wurden, besitzen sie als Ausgleich zu den Schraubenfedern noch eine Blattfeder. Wahrscheinlich hat dies wesentlich zu der positiven Laufruhe der Lok beigetragen. Die Lokomotive besitzt eine Elektrodynamische Bremse, die automatisch die befohlene Geschwindigkeit bei Gefällefahrten halten kann.
Unter den Hilfseinrichtungen gilt besonders der zentrale Luftkühler, der die Kühlung und Lüftung der Antriebsaggregate, der Gleichrichtereinheit, der elektrischen Traktionsfahrmotoren, des Automatikblocks und der Akkumulatorzellen sicherstellt. Er besteht aus dem Achsenventilator mit schaufelförmigen Apparaten. Die abgekühlte Luft wird gereinigt in Filtern von Kassettentypen, angeordnet im Dach der Aufbauten. Das Blocksystem der zusammengepreßten Druckluft schließt eine Kondensation von Wasserdampf des pneumatischen Systems aus und verhindert den Zutritt von Nässe und Öl in die Bremssysteme. Auch gehört ein System von Feuerlöscheinrichtungen dazu, dass im Wesentlichen aus Schaumlöscher und Gaslöscher besteht. Auf Wunsch des Kunden kann auch ein System von Pulverlöschern verwendet werden.